# Eisothistos moreirai
Eisothistos moreirai là một loài chân đều trong họ Expanathuridae. Loài này được Pires miêu tả khoa học năm 1981.